# Anua
Anua is een geslacht van vlinders van de familie spinneruilen (Erebidae).

## Soorten
- A. alorensis Gaede, 1938
- A. alticola Hampson, 1913
- A. ambigua Gerstaecker
- A. anomala Berio, 1955
- A. arfaki Bethune-Baker, 1910
- A. cancellata Saalmüller, 1891
- A. circumferens Walker, 1865
- A. clementi Swinhoe, 1918
- A. coronata Fabricius, 1775
- A. costiplaga Hulstaert, 1924
- A. dargei Laporte, 1977
- A. david Holland, 1894
- A. davidoides Strand
- A. despecta Holland, 1894
- A. dianaris Guenée, 1852
- A. discriminans Walker, 1858
- A. disjungens Walker, 1858
- A. fijiensis Robinson, 1969
- A. finifascia Walker, 1858
- A. fumida Hampson, 1913
- A. gonoptera Hampson, 1910
- A. grandidieri Viette, 1966
- A. hampsoni Holland, 1920
- A. hituensis Pagenstecher, 1884
- A. hopei Boisduval, 1833
- A. hypoxantha Hampson, 1918
- A. inangulata Gaede, 1917
- A. indiscriminata Hampson, 1893
- A. indistincta Moore, 1882
- A. intacta Hampson, 1913
- A. kenricki Bethune-Baker, 1906
- A. mabillei Viette, 1974
- A. melaconisia Hampson, 1905
- A. mimetica Berio, 1954
- A. nocturnia Hampson, 1902
- A. novenaria Lucas, 1898

- A. obsolescens Hampson, 1918
- A. olista Swinhoe, 1893
- A. overlaeti Berio, 1956
- A. parcemacula Lucas, 1891
- A. pelor Mabille, 1881
- A. producta Holland, 1894
- A. punctiquadrata Berio, 1974
- A. rectificata Berio, 1941
- A. recurvata Hampson, 1913
- A. reducta Mabille, 1880
- A. rogata Berio, 1954
- A. rufescens Hampson, 1913
- A. salita Distant, 1898
- A. samoensis Tams, 1935
- A. selenaris Guenée, 1852
- A. subdiversa Prout, 1919
- A. sublutea Bethune-Baker, 1906
- A. tettensis Hopffer, 1857
- A. tongaensis Hampson, 1913
- A. trapezium Guenée, 1852
- A. triphaenoides Walker, 1858
- A. tumidilinea Walker, 1858
- A. tumiditermina Hampson, 1910
- A. umbrilinea Hampson, 1902
- A. verecunda Holland, 1894
- A. violascens Hampson, 1902
- A. violisparsa Prout, 1919
- A. wahlbergi Wallengren, 1856
- A. xylochroa Druce, 1912